# جيمس ألبرت دوفي
جيمس ألبرت دوفي (بالإنجليزية: James Albert Duffy)‏ هو كاهن كاثوليكي أمريكي، ولد في 13 سبتمبر 1873 في سانت بول في الولايات المتحدة، وتوفي في 12 فبراير 1968 في هت سبرينغز في الولايات المتحدة.